# Granges-près-Marnand
Granges-près-Marnand (toponimo francese) è una frazione di 1 218 abitanti del comune svizzero di Valbroye, nel Canton Vaud (distretto della Broye-Vully).

## Storia
Già comune autonomo che si estendeva per 6,95 km² e che comprendeva anche la frazione di Brit, nel 2011 è stato accorpato agli altri comuni soppressi di Cerniaz, Combremont-le-Grand, Combremont-le-Petit, Marnand, Sassel, Seigneux e Villars-Bramard per formare il nuovo comune di Valbroye, del quale Granges-près-Marnand è il capoluogo.

### Simboli
Lo stemma era stato adottato nel 1928. Le oche sono un simbolo parlante poiché si riferiscono all'antico soprannome degli abitanti del paese, Les Canz (Gans in tedesco significa "oca"). Gli smalti rosso e argento sono quelli della diocesi di Losanna e del comune di Payerne che un tempo dominarono il villaggio.

## Monumenti e luoghi d'interesse

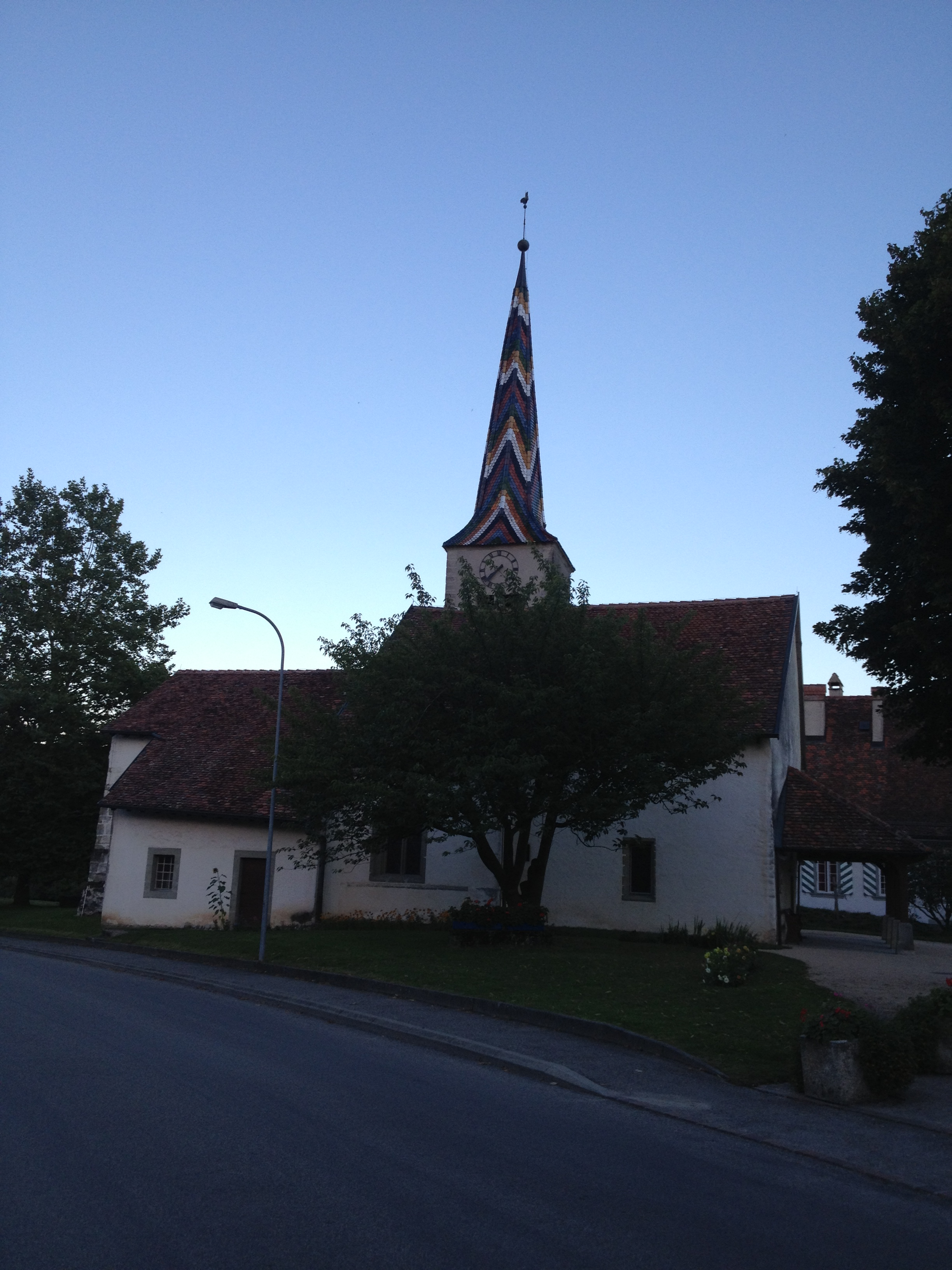
La chiesa di Nostra Signora

- Chiesa riformata di Nostra Signora, eretta nel VII secolo e ricostruita nel IX-X, nel XII e nel XIII-XIV secolo[1].

## Società

### Evoluzione demografica
L'evoluzione demografica è riportata nella seguente tabella:
Abitanti censiti

## Infrastrutture e trasporti

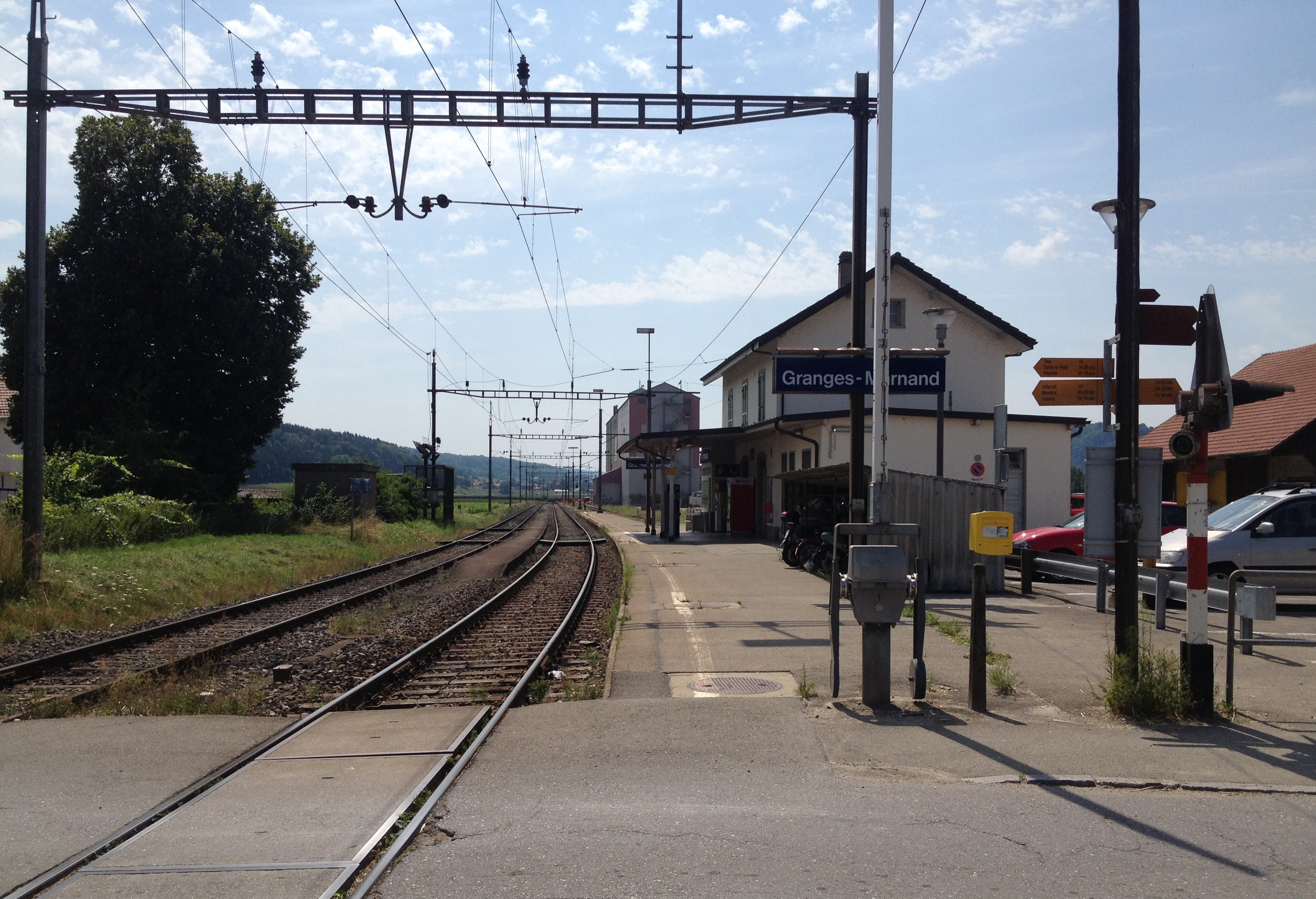
La stazione di Granges-près-Marnand

Granges-près-Marnand è servito dall'omonima stazione, sulla ferrovia Palézieux-Lyss.

## Amministrazione
Ogni famiglia originaria del luogo fa parte del cosiddetto comune patriziale e ha la responsabilità della manutenzione di ogni bene ricadente all'interno dei confini della frazione.